# Laha
Het kampement Laha was een militair kampement op het eiland Ambon. Dit kampement was tijdens de Japanse bezetting van Nederlands-Indië in de periode van januari 1942 tot 7 oktober 1944 een krijgsgevangenenkamp. Laha lag aan de overzijde van de Baai van Ambon, schuin tegen over Ambon-stad.
Vlak bij Laha lag een groep kamponghuisjes, omringd door prikkeldraad. Het kamp diende in 1944 als provisorisch evacuatiekamp/ doorgangskamp voor evacuatietransporten welke vanuit Ambon-stad werden georganiseerd om de krijgsgevangenen weer terug naar Java te kunnen brengen.
Vlak bij Laha lag ook een vliegveld. Dit vliegveld werd begin 1942 verdedigd door Australische troepen. Deze troepen waren kort te voren uit Australië aangekomen. De landing van de Japanse troepen op Ambon vond plaats omstreeks 29 januari 1942. De overmacht van de Japanners was zo groot, dat het vliegveld al snel in Japanse handen viel. Bij de overgave sneuvelden 47 soldaten. Na de overgave wisten 16 soldaten te ontsnappen. De rest werd vermoord.